# Cleistocactus samaipatanus
Cleistocactus samaipatanus är en kaktusväxtart som först beskrevs av Martín Cárdenas Hermosa, och fick sitt nu gällande namn av David Richard Hunt. Cleistocactus samaipatanus ingår i släktet Cleistocactus, och familjen kaktusväxter. Inga underarter finns listade i Catalogue of Life.

## Bildgalleri

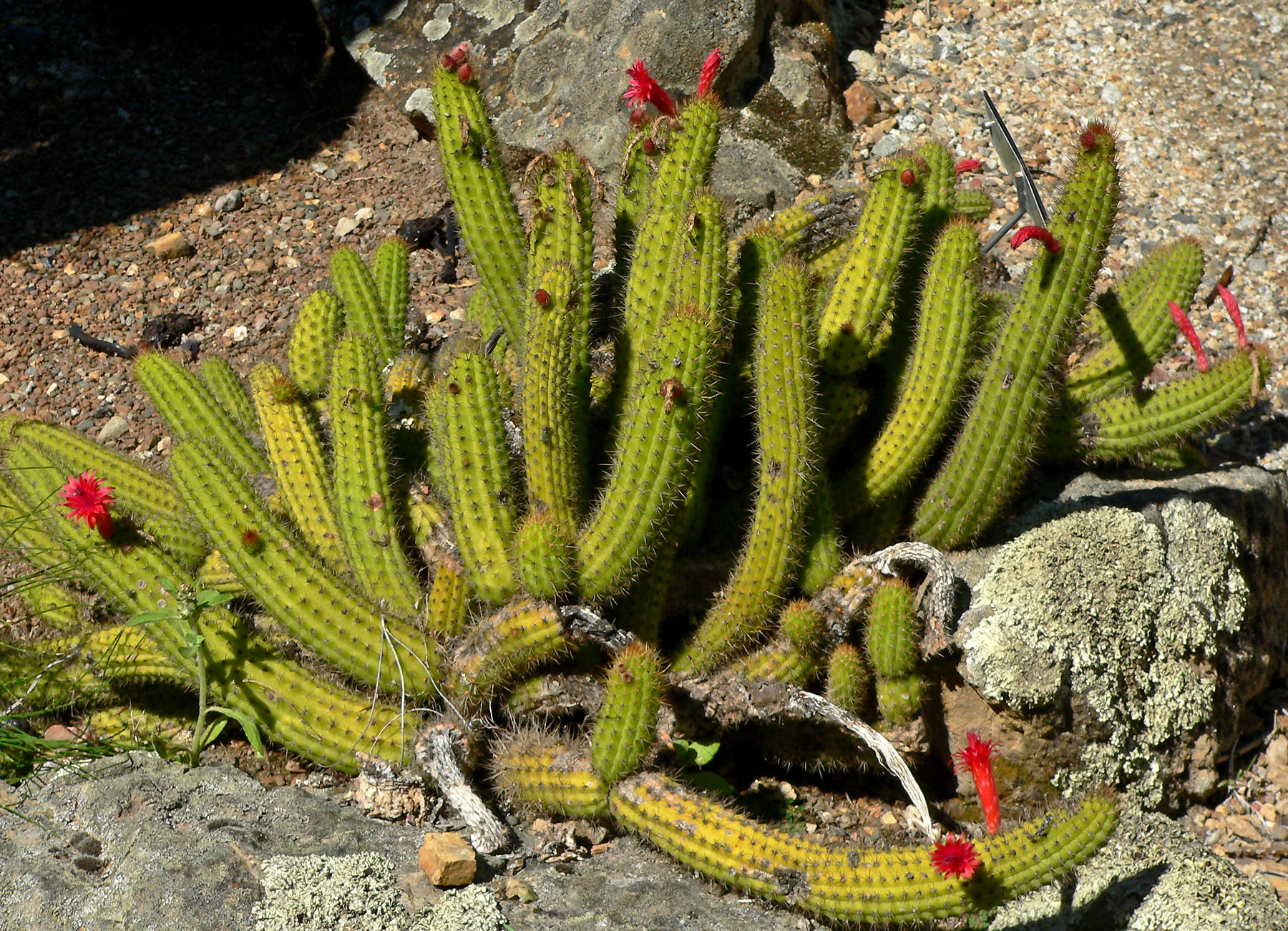
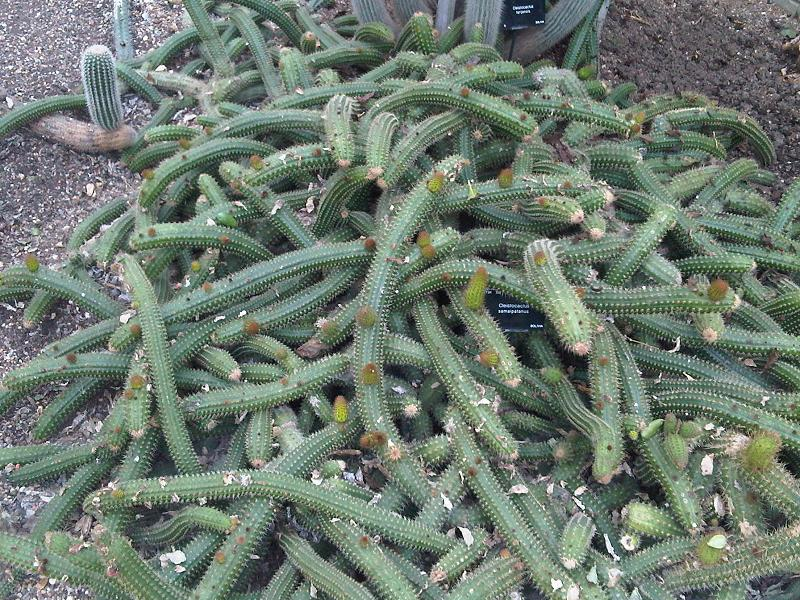
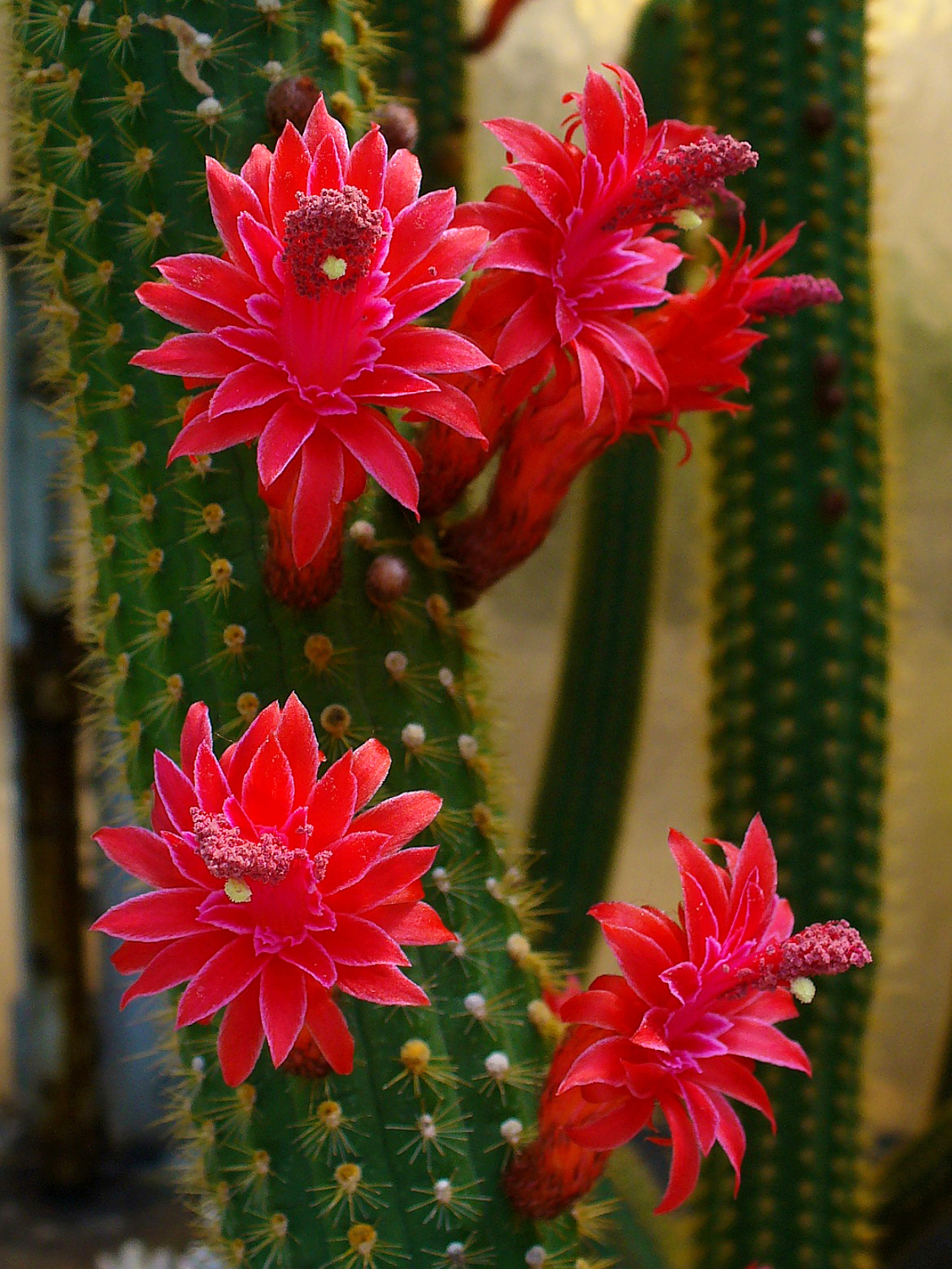
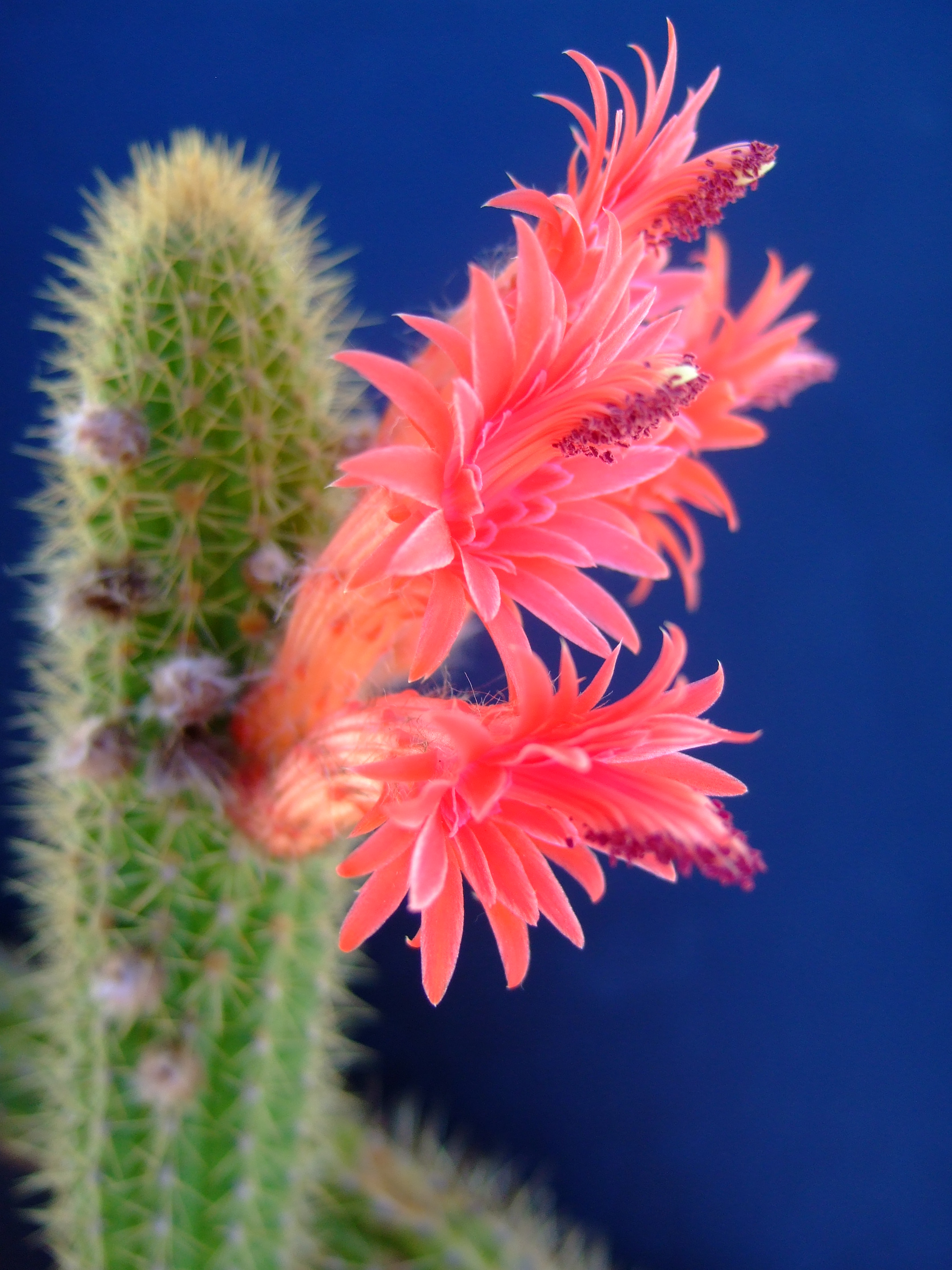
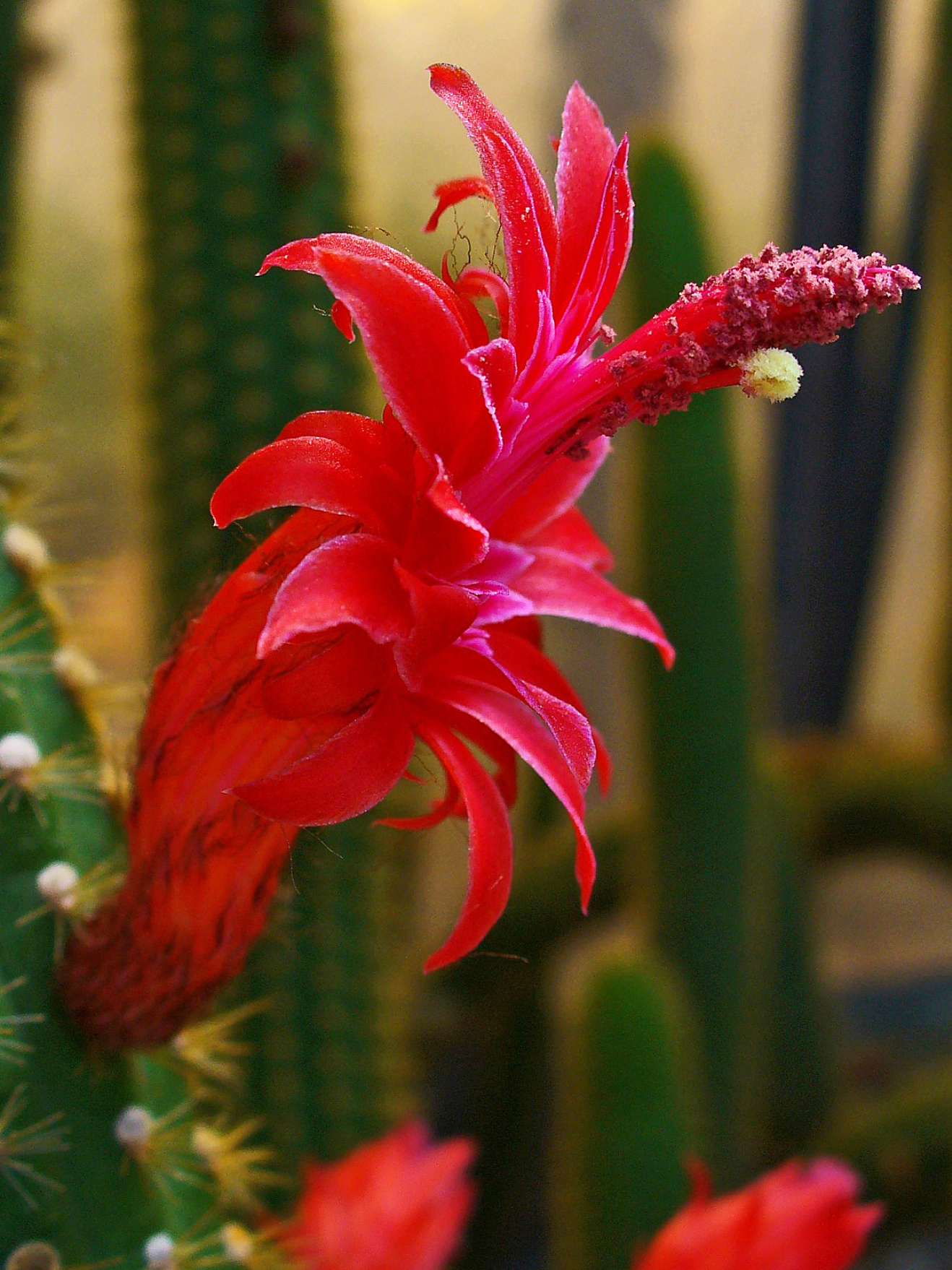
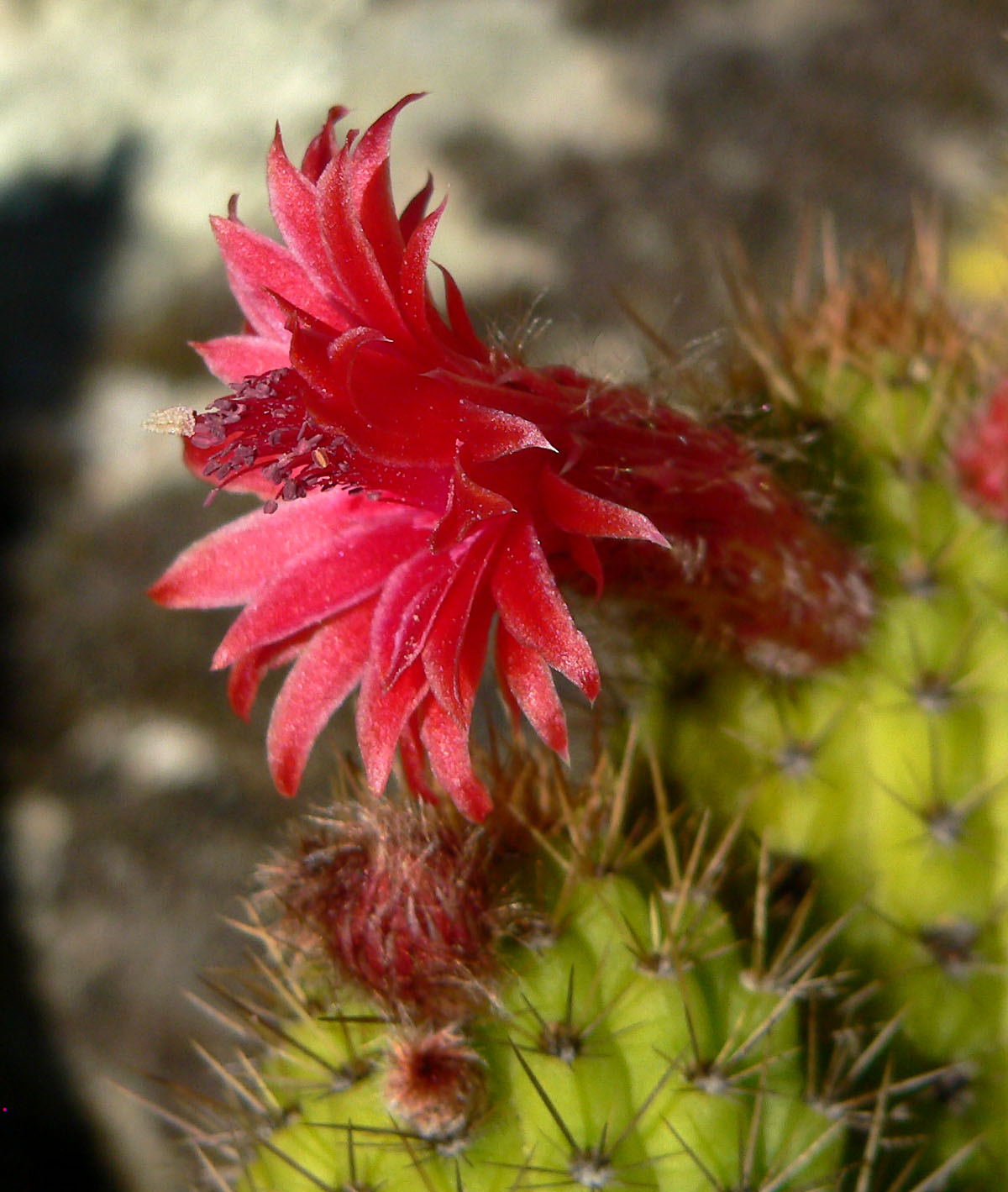
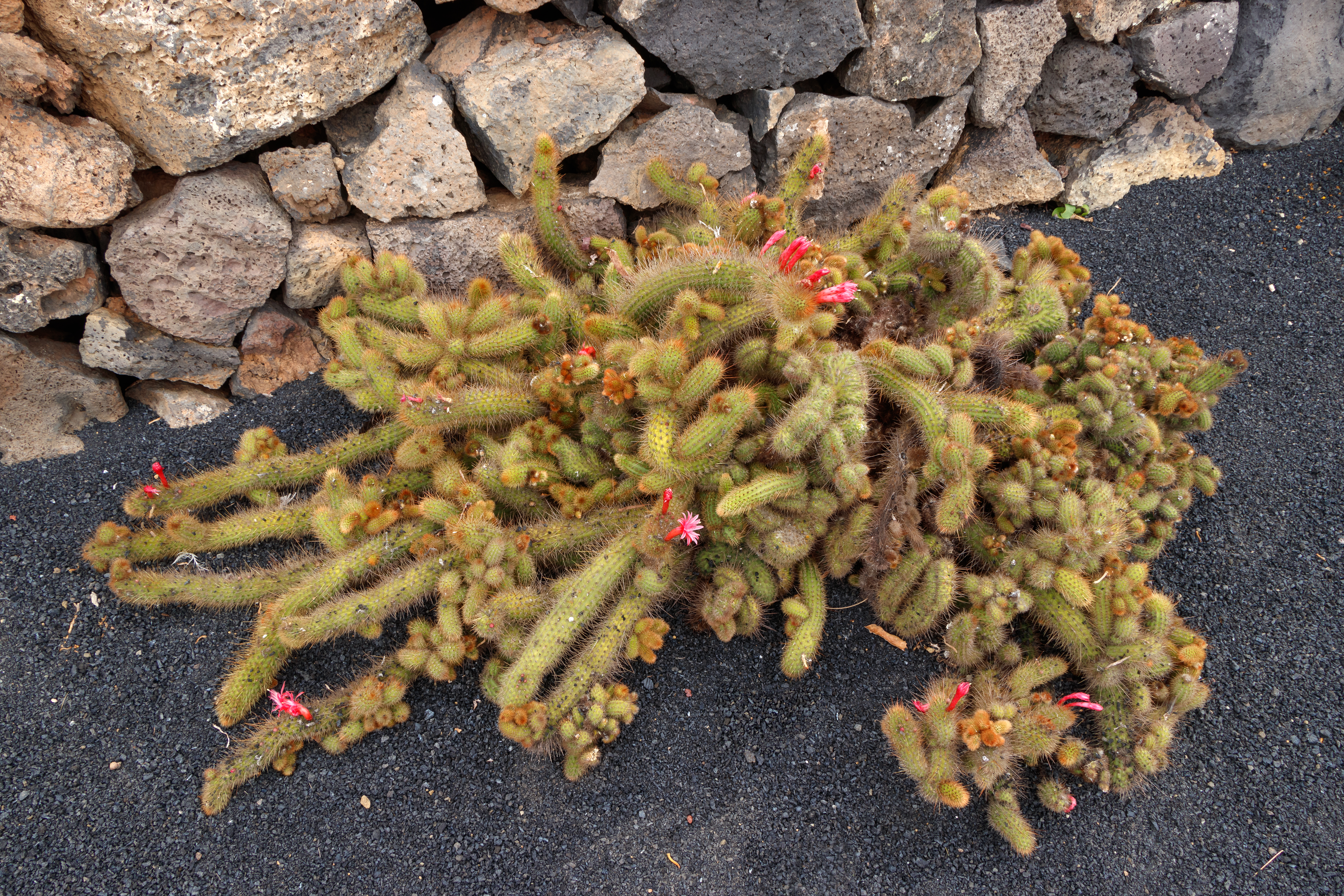
forma cristata
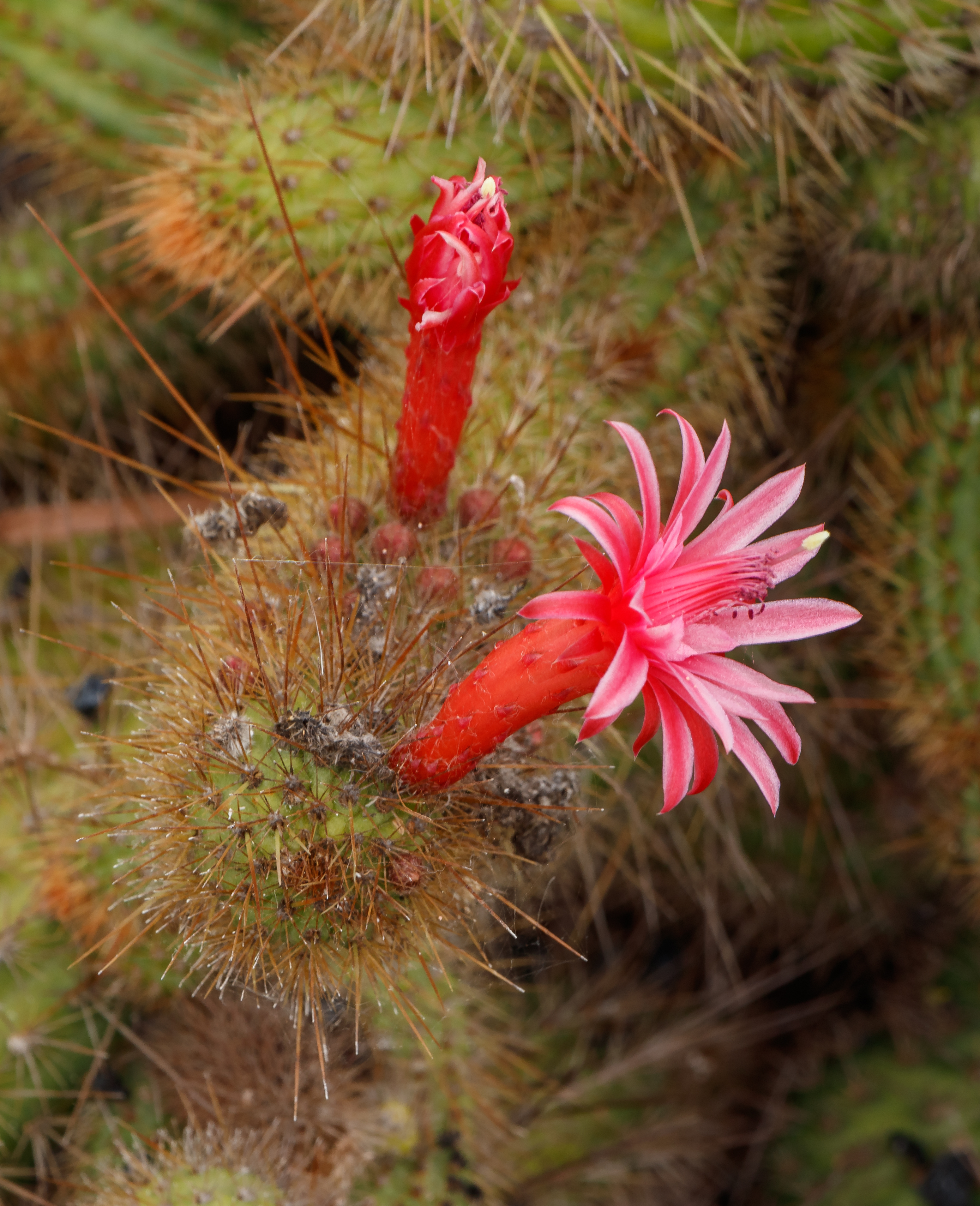
forma cristata